# Uta Wedam
Uta Wedam (...) è un'ex sciatrice alpina austriaca.

## Biografia
Specialista delle prove tecniche, la Wedam in Coppa Europa nella stagione 1977-1978 fu 3ª nella classifica di slalom gigante e l'ultimo piazzamento della sua carriera agonistica fu la medaglia di bronzo nello slalom speciale che vinse ai Campionati austriaci 1980; non prese parte a rassegne olimpiche né ottenne piazzamenti in Coppa del Mondo o ai Campionati mondiali.

## Palmarès

### Campionati austriaci
- 2 medaglie[1]:
  - 1 argento (slalom speciale nel 1978)
  - 1 bronzo (slalom speciale nel 1980)